# Philippe Eidel
Pour les articles homonymes, voir Eidel.
 (février 2017).
Si vous disposez d'ouvrages ou d'articles de référence ou si vous connaissez des sites web de qualité traitant du thème abordé ici, merci de compléter l'article en donnant les références utiles à sa vérifiabilité et en les liant à la section « Notes et références ».
Philippe Eidel (né à Tananarive à Madagascar le 22 décembre 1956 et mort le 6 septembre 2018) est un musicien, compositeur, et réalisateur français, spécialisé dans la world music.

## Biographie
Philippe Eidel commença sa carrière en travaillant avec des groupes comme Taxi Girl et surtout Indochine, en pleine période new wave/synthpop.
Il évolue vers la world music et collabore alors avec divers artistes comme le chanteur Khaled ou le réalisateur Peter Brook, avec lequel il a réalisé l'album The Mahabharata, qui n'est pas la bande originale du film du même nom. Philippe Eidel se passionne alors pour les instruments anciens et traditionnels.
Il a composé aussi de nombreuses musiques de films comme celle des Randonneurs. Il est également l'auteur des génériques d'antenne originaux de Canal+ et de M6 avec Arnaud Devos.

## Discographie

### Albums studio
- 1989 : Balkan pour le film Bunker Palace Hôtel d’Enki Bilal
- 1990 : The Mahabharata'
- 1992 : Americas
- 1995 : Les Agricoles
- 1997 : Imuhar
- 1997 : Mammas
- 2002 : Renaissance

### Musiques de films
- 1993 : Ce que femme veut...
- 1995 : Les Apprentis
- 1996 : Un air de famille
- 1996 : Les Randonneurs
- 1996 : Imûhar, une légende
- 1998 : Journal intime des affaires en cours
- 1999 : Chili con carne
- 1999 : Le Voyage à Paris
- 2001 : Le Vélo de Ghislain Lambert
- 2007 : Le Prix à payer
- 2010 : De vrais mensonges de Pierre Salvadori

### Collaboration
- 1982 : L’Aventurier (Indochine) - production[5]
- 1983 : Le péril jaune (Indochine) – programmation (des synthétiseurs)
- 1985 : 3 (Indochine) – réalisation
- 1989 : Le baiser (Indochine) – réalisation, musicien
- 1993 : Un jour dans notre vie (Indochine) – réalisation, musicien
- 1993 : N'ssi, N'ssi (Khaled) - réalisation, arrangements, dont la chanson Abdel Kader
- 1996 : Sahra (Khaled) – réalisation, arrangements, co-composition
- 2001 : Le jardin sous la pluie, Anima et L'ange et l'enfant (Nicole Rieu, album Ah Ah) – composition et chœurs
- 2004 : Ya rayi (Khaled) – réalisation, arrangements
- 2006 : Pasajero (Gipsy Kings) – réalisation
- 2006 : Yvan le Bolloc'h & ma guitare s'appelle reviens – réalisation